# Orden de la Cruz de Terra Mariana
Orden de la Cruz de Terra Mariana (en idioma estonio, Maarjamaa Risti teenetemärk) es una condecoración de la Orden estatal de la República de Estonia fundada el 16 de mayo de 1995 en honor de la independencia de Estonia y se otorga a los ciudadanos extranjeros por un servicio excepcional a la República de Estonia. Es otorgada por el Presidente de Estonia.

## Grados
La orden está dividida en seis grados:
- Collar
- Caballero de I Classe
- Caballero de II Classe
- Caballero de III Classe
- Caballero de IV Classe
- Caballero di V Classe

| Cinta de pasador      |                       |                        |
| Caballero de V Clase  | Caballero de IV Clase | Caballero de III Clase |
| Caballero de II Clase | Caballero de I Clase  | Collar                 |